# Malacorhynchus membranaceus
Malacorhynchus membranaceus là một loài chim trong họ Vịt.
Được phân bố rộng khắp khắp nước Úc và có tính di động cao, những con vịt này có thể xuất hiện ở bất cứ nơi nào có nước, đặc biệt là ở các vùng đất khô, nơi lượng mưa hàng năm hiếm khi vượt quá 15 in (380 mm).
Vịt tai hồng ăn sinh vật phù du, cũng như động vật giáp xác, động vật thân mềm và côn trùng.